# 양산 법천사 석조여래좌상
양산 법천사 석조여래좌상(梁山 法泉寺 石造如來坐像)은 대한민국 경상남도 양산시 법천사에 있는 불상이다. 2010년 3월 11일 경상남도의 유형문화재 제493호로 지정되었다.

## 개요
이 불상은 조선 후기 석조불상의 재료인 불석(佛石, 제오라이트)으로 조성되었는데, 이 석재는 흰색에 무른 재질이다. 전체 불상의 높이가 81.5cm에 이르는 제법 큰 규모이며, 최근에 개금하여 상태가 매우 양호하다. 불상의 밑바닥에는 복장공이 마련되어 있었는데, 개금 수리를 위한 사전조사에서 복장주머니[腹藏囊], 육자대명왕진언(六字大明王眞言) 2매, 다라니(陀羅尼) 2매, 오방도(五方圖) 등이 발견되었다.

## 참고 문헌
- 양산 법천사 석조여래좌상 - 국가유산청 국가유산포털